# Альдо Боффі
Альдо Боффі (італ. Aldo Boffi, нар. 26 січня 1915, Джуссано — пом. 26 жовтня 1987, Джуссано) — італійський футболіст, що грав на позиції нападника. Виступав, зокрема, за клуб «Мілан», а також національну збірну Італії.

## Клубна кар'єра
Народився 26 січня 1915 року в місті Джуссано. Вихованець юнацьких команд футбольних клубів «Віс Нова» та «Сереньо».
У дорослому футболі дебютував 1933 року виступами за команду клубу «Сереньо», в якій провів три сезони, взявши участь у 57 матчах чемпіонату.
Своєю грою за цю команду привернув увагу представників тренерського штабу клубу «Мілан», до складу якого приєднався 1936 року. Відіграв за «россонері» наступні вісім сезонів своєї ігрової кар'єри. Більшість часу, проведеного у складі «Мілана», був основним гравцем атакувальної ланки команди. У складі «Мілана» був одним з головних бомбардирів команди, маючи середню результативність на рівні 0,67 голу за гру першості.
Згодом з 1945 по 1946 рік грав у складі команди клубу «Аталанта».
Завершив професійну ігрову кар'єру у клубі «Сереньо», у складі якого вже виступав раніше. Прийшов до команди 1946 року, захищав її кольори до припинення виступів на професійному рівні у 1951.
Помер 26 жовтня 1987 року на 73-му році життя у місті Джуссано.

## Виступи за збірну
1938 року дебютував в офіційних матчах у складі національної збірної Італії. Протягом кар'єри у національній команді, яка тривала усього 2 роки, провів у формі головної команди країни лише 2 матчі.
| Дата       | Місто   | Господарі | Результат | Гості     | Турнір           | Голи | Примітки |
| ---------- | ------- | --------- | --------- | --------- | ---------------- | ---- | -------- |
| 20/11/1938 | Болонья | Італія    | 2 – 0     | Швейцарія | товариський матч | -    |          |
| 26/11/1939 | Берлін  | Німеччина | 5 – 2     | Італія    | товариський матч | -    |          |
| Усього     |         | Матчів    | 2         |           | Голів            | 0    |          |

## Титули і досягнення
- Найкращий бомбардир Серії A (3):

1938-39 (19), 1939-40 (24), 1941-42 (22)